# Solomon Schonfeld
Solomon Schonfeld (21 febbraio 1912 – 6 febbraio 1984) è stato un rabbino britannico considerato uno degli eroi dell'Olocausto più importanti e al tempo stesso anche uno dei meno conosciuti.

## Biografia
Schonfeld era il secondo di sette figli del rabbino Avigdor e di Rochel Leah Schonfeld. È vissuto a Londra e fu istruito alla Highbury County School. La sua famiglia era originaria dell'Ungheria.
Schonfeld ha studiato alla yeshivah a Nyitra (all'epoca Impero austro-ungarico, ora Nitra in Slovacchia), e ha studiato per un dottorato presso l'Università di Königsberg, nella Prussia orientale. A Nitra divenne studente e amico per tutta la vita del rabbino Michael Dov Weissmandl, che fu di ispirazione nella sua opera di salvataggio.
Nel 1933 divenne rabbino della sinagoga Adath Yisroel nel nord di Londra, e succedette a suo padre come preside della neonata scuola secondaria ebraica, nota come la Scuola Avigdor (intitolata postuma in suo onore). Era il rabbino presiedente dell'Union of Orthodox Hebrew Congregations e presidente del Consiglio nazionale per le scuole religiose ebraiche in Gran Bretagna.
Quando la portata del lavoro di salvataggio necessario divenne evidente negli anni '30, divenne il direttore esecutivo del Chief Rabbi's Religious Emergency Council, formato sotto gli auspici del suo futuro suocero, il rabbino capo Joseph H. Hertz, nel 1938. Egli salvò personalmente molte migliaia di ebrei dalle forze naziste nell'Europa centrale e orientale durante gli anni 1938-1948. Sentiva che il sionismo aveva aiutato la persecuzione degli ebrei da parte del regime nazista.
Nel 1940 sposò Judith Helen Hertz, figlia del rabbino capo Joseph Hertz. Ebbero tre figli tra il 1940 e il 1951. Morì nel 1984. Nel 2013 gli è stato conferito postumo il riconoscimento Eroe britannico dell'Olocausto.

## Gli anni dell'Olocausto
Nell'autunno del 1938, dopo la Notte dei cristalli, Julius Steinfeld, un leader comunale in Austria, chiamò il rabbino Schonfeld, supplicandolo di organizzare un trasporto di bambini in Inghilterra per la gioventù ebrea ortodossa di Vienna. Il rabbino Schonfeld ha incontrato Yaakov Rosenheim e Harry Goodman, rispettivamente presidente e segretario del World Agudath Israel, ma prima ancora che potessero decidere una strategia, salì su un treno per Vienna. Il rabbino Schonfeld ha aiutato Steinfeld a organizzare un Kindertransport di circa 300 giovani ebrei ortodossi, fornendo al governo britannico la sua garanzia personale per assicurarsi il loro ingresso.
Ha salvato un gran numero di ebrei con documenti di protezione sudamericani. Portò in Inghilterra diverse migliaia di giovani, rabbini, insegnanti, macellatori rituali e altri funzionari religiosi. Fornì loro case kosher, istruzione ebraica e lavoro.

Schonfeld ha anche avviato importanti iniziative di salvataggio. Alla fine dell'estate 1942 convinse il Colonial Office a consentire agli ebrei di trovare un rifugio sicuro alle Mauritius. Nel dicembre 1942 discusse delle sue idee sul salvataggio con un numero di eminenti ecclesiastici e membri del Parlamento, e organizzò il sostegno parlamentare per una mozione che chiedeva al governo di redigere una dichiarazione secondo le seguenti linee:
Entro dieci giorni, due Arcivescovi, otto Pari, quattro Vescovi, l'Episcopato di Inghilterra e Galles e 48 membri di tutte le parti hanno firmato l'avviso di convocazione per esaminare la mozione. Alla fine il numero dei membri del Parlamento a sostegno della mozione è salito a 177.
Nel gennaio 1943 Schonfeld lavorò con Eleanor Rathbone per ideare un piano di salvataggio pratico, ma poi incontrarono l'opposizione sionista. La mozione parlamentare aveva omesso la Palestina come luogo sicuro, ed era quindi apertamente in contrasto come nel caso delle iniziative di Mauritius.
Egli presumeva che se avesse posseduto un'isola, sarebbe stato libero di invitare gli ebrei che potevano fuggire dal continente a rimanervi anche per lunghi periodi. Ha ricevuto una risposta positiva dal Colonial Office, ha raccolto 10.000 sterline e ha acquistato l'isola di Jwycesska, nelle Bahamas. Successivamente un diverso dipartimento del Colonial Office contrastò il supporto iniziale per il piano.
Schonfeld considerò come un altro fallimento la sua infruttuosa richiesta al governo britannico di dare ascolto all'appello del rabbino Weissmandl per bombardare i binari della ferrovia di Auschwitz e forse i crematori. Dopo la guerra viaggiò nell'Europa liberata per portare bambini e altri in Inghilterra, per aiutare e sostenere i sopravvissuti.

### Dopo la seconda guerra mondiale
Nel 1946, dopo la vittoria degli Alleati, si recò con un convoglio di camion ai campi di concentramento di Auschwitz e Bergen-Belsen per aiutare i sopravvissuti a trasferirsi nelle nuove comunità. Ha viaggiato in una Austin 7 con soldati armati per protezione. Ha creato e indossava un'uniforme in stile militare per dare l'impressione di essere un ufficiale dell'esercito.
Ha fondato la Hasmonean High School e le altre scuole che hanno formato il Jewish Secondary Schools Movement.